# HD 95086
HD 95086は、りゅうこつ座の方向に約282光年の距離にある恒星である。HD 95086からは、強い赤外超過が検出され、星の周囲には残骸円盤が存在し、しかも複数の帯に分かれて間には空隙が広がっているとみられる。また、その間隙には少なくとも1つの太陽系外惑星が存在することが、直接撮像によってわかっている。

## 特徴
| 太陽 | HD 95086  |
| ---- | --------- |
| 太陽 | Exoplanet |

HD 95086は、若いA型星である。スペクトル型はA8とされ、当初はA8 IIIの巨星に分類されていたが、色等級図でゼロ歳主系列に近いことがわかってきて、スペクトル型でいえばA8 V、分類としては前主系列星といわれている。
その若さと距離、空間運動の向きと大きさが似ていることから、下部ケンタウルス座-みなみじゅうじ座アソシエーションの一員ではないかと考えられていた。しかし、ガイア衛星の観測が進み、その第2次データ公開に基づく分析が行われると、HD 95086はりゅうこつ座アソシエーションの一員ととらえる方が妥当だと考えられるようになった。年齢は、およそ1300万年と見積もられている。
HD 95086は、質量が太陽の約1.6倍という中間的な大きさの星で、有効温度は7,900 K程度と推定されている。金属量は、水素に対する鉄の相対的な存在量（[Fe/H]）で評価すると、太陽より少し豊富であるとみられる。

### 星周円盤
HD 95086は、スピッツァー宇宙望遠鏡の観測で遠赤外線で強い赤外超過を示しており、星周塵から星本体の0.1%以上の光度になる赤外線を放射し、中心星から270 auくらいまで広がっていると予想された。
その後、ハーシェル宇宙天文台の観測により、赤外超過源は2つの成分からなる星周円盤で、内側の温かい帯と、外側の冷たい環とに分かれていると考えられた。更に、広視野赤外線探査機（WISE）の観測、アタカマ・パスファインダー実験機（APEX）のミリ波観測なども総合し、HD 95086の星周円盤は、内側の温かい帯はおよそ175 K、外側の冷たい環はおよそ55 K、更にその外にハローが800 auくらいまで広がっている、3成分があることがわかり、中心星の近傍には高温（およそ300 K）の第3の円盤がある可能性も指摘された。また、一酸化炭素の放射が観測されないことから、HD 95086の星周円盤は、始原的なガス円盤が進化したものではなく、塵が優勢な残骸円盤であることもわかった。
アタカマ大型ミリ波サブミリ波干渉計での観測が行われると、より詳細な構造が調べられ、温かい帯は半径が7から10 au、冷たい環は半径が106から320 auに分布しており、内外の帯の間には幅広い間隙が存在することがわかった。冷たい環は、中心軸と視線方向とがおよそ30度傾いており、楕円形にみえることもわかった。この冷たい環の分布は、赤外線での散乱光の観測からも裏付けられている。また、円盤に含まれる塵の質量が地球の半分程度で、ガスの質量の50倍以上に達する塵優勢の円盤であることも示された。

## 惑星系

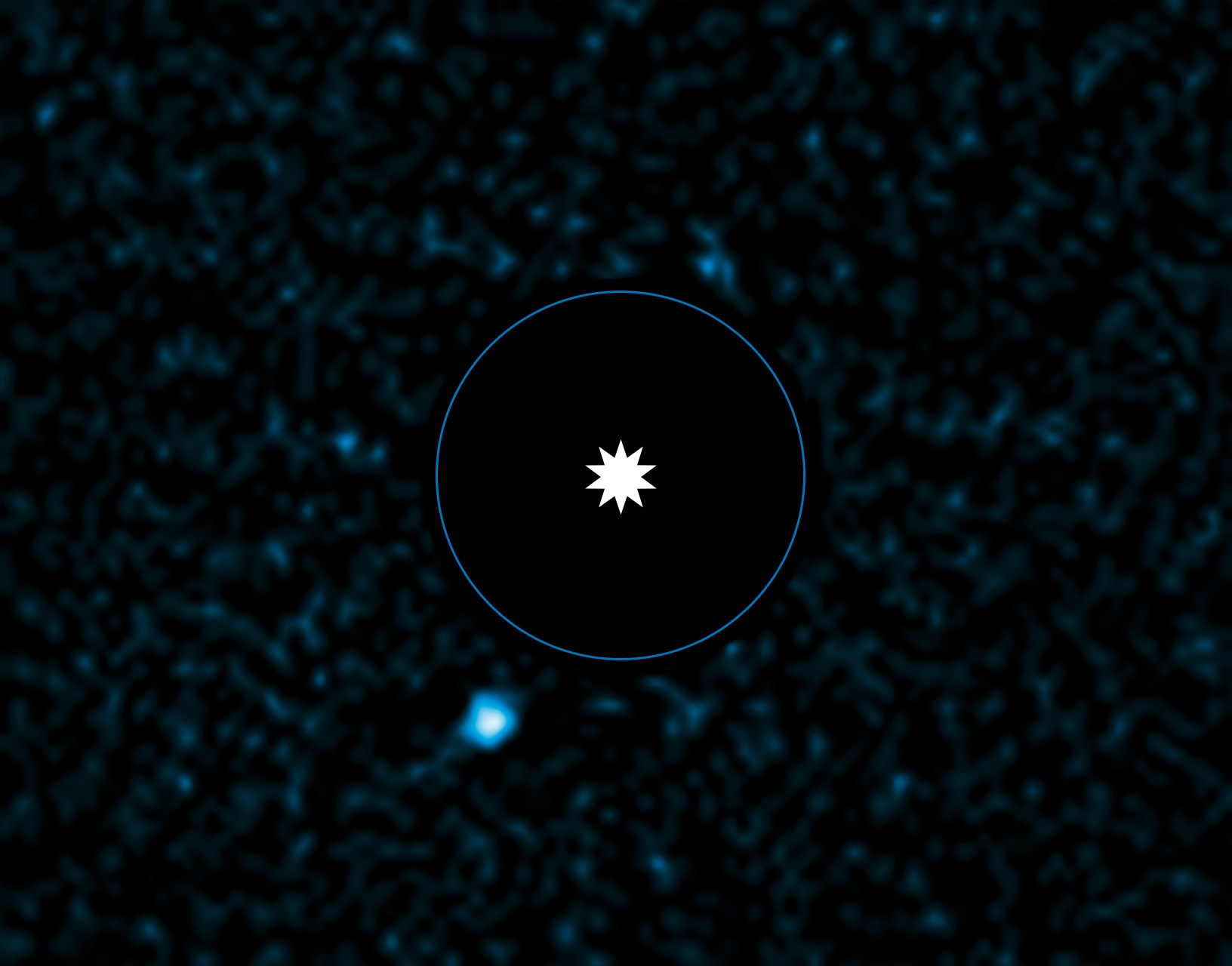
ヨーロッパ南天天文台のVLTが惑星HD 95086 bを発見した際の画像。出典: ESO / J. Rameau

2013年、VLTの補償光学装置NaCoによる撮像観測で、HD 95086のすぐ傍に太陽系外惑星候補HD 95086 bが発見された。HD 95086 bは、追観測によってHD 95086と一緒に運動していることが明らかにされ、HD 95086の伴天体であることが確実となり、質量も大体木星の5倍程度と見積もられ、HD 95086の周りを公転する系外惑星として確定した。このことで、HD 95086は星周円盤と直接撮像された系外惑星を併せ持つ、既知の星系では希少な例となっている。
HD 95086 bは、質量が木星の4倍から5倍、母星（HD 95086）からの距離はおよそ52 au、公転周期は大体288年と推定され、公転運動が母星の自転の向きの逆となる逆行惑星とみられる。近赤外線のスペクトルエネルギー分布からは、HD 95086 bのスペクトル型は晩期型のL型矮星とよく合うことがわかり、HD 95086 bはL型矮星とT型矮星の狭間にある特殊な天体である可能性が示唆されている。
| 名称 （恒星に近い順） | 質量       | 軌道長半径 （天文単位） | 公転周期 (日)     | 軌道離心率   | 軌道傾斜角        | 半径 |
| --------------------- | ---------- | ----------------------- | ----------------- | ------------ | ----------------- | ---- |
| 温かい帯              | 7—10 au    | 7—10 au                 | 7—10 au           | 7—10 au      | —                 | —    |
| b (Levantes)          | 4 - 5 MJ   | 52.0+12.8 −24.3         | 288.6+11.5 −176.5 | 0.2+0.3 −0.2 | 140.7+14.8 −13.3° | —    |
| 冷たい円盤            | 106—320 au | 106—320 au              | 106—320 au        | 106—320 au   | 30 ± 3°           | —    |

## 名称
2022年、ジェイムズ・ウェッブ宇宙望遠鏡の優先観測目標候補となっている太陽系外惑星のうち、20の惑星とその親星を公募により命名する「太陽系外惑星命名キャンペーン2022（NameExoWorlds 2022）」において、HD 95086とHD 95086 bは命名対象の惑星系の1つとなった。このキャンペーンは、国際天文学連合（IAU）が「持続可能な発展のための国際基礎科学年（IYBSSD2022）」の参加機関の一つであることから企画されたものである。2023年6月、IAUから最終結果が公表され、HD 95086はAiolos、HD 95086 bはLevantesと命名された。アイオロスは、ギリシア神話の風神で、ホメーロスの『オデュッセイア』においては、革袋に西風ゼピュロス以外の風を閉じ込め、オデュッセウスの船が帰国するのをたすけたという。Levantes（希: Λεβάντες）は、地中海西部で東向きに吹く風のギリシア語名で、ギリシャの詩人オディッセアス・エリティスの詩集『アクシオン・エスティ』にもその名がみえる。